# Дирафьярдаргёйнг
Дирафьярдаргёйнг (исл. Dýrafjarðargöng; слушатьо файле) — автомобильный тоннель, проложенный под горным массивом Храпнсейрархейди в регионе Вестфирдир на северо-западе Исландии. Является частью дороги Вестфьярдарвегюр 60. Тоннель бесплатный.

## Характеристика
Дирафьярдаргёйнг был открыт для движения в октябре 2020 года и имеет длину 5600 метров. Через тоннель проходит дорога Вестфьярдарвегюр 60, одна из самых важных дорог в этой части страны.
Дирафьярдаргёйнг не только на 27 км сокращает маршрут между Аднар-фьордом и Дира-фьордом, но и значительно улучшает качество и безопасность дорожного движения на этом участке. Ранее дорога Вестфьярдарвегюр 60 проходила по сложному горному перевалу и часто была совершенно непроходима в зимний период из-за снежных завалов и лавин. После постройки тоннеля Дирафьярдаргёйнг, маршрут Вестфьярдарвегюр стал проходить через него, а старый участок идущий через перевал к Тингейри не был закрыт для движения, но переименован в Храпнсейрарвегюр 626.
Дирафьярдаргёйнг расположен в 8 километрах к востоку от Тингейри и проходит под самой узкой частью горного массива Храпнсейрархейди.
Длина тоннеля — 5600 метров, ширина — 8,4 м, высота 4,3 м. Тоннель состоит из одной галереи, движение осуществляется по одной полосе шириной 3,5 м в каждую сторону. Порталы имеют профиль в виде симметричного знака ᑎ. Работа тоннеля не зависит от погодных условий и в зимний период он всегда открыт для проезда.